# Tetyana Nadyrova
Tetyana Nadyrova (née Zakharova; en ukrainien : Тетяна Павлівна Захарова-Надырова), née le 29 janvier 1951 à Khrystynivka, dans la RSS d'Ukraine, est une joueuse soviétique et ukrainienne de basket-ball. Elle évolue durant sa carrière au poste d'ailière.

## Palmarès
- Championne olympique 1976
- Championne olympique 1980
- Championne du monde 1975